# CubeCart
CubeCart – skrypt napisany w PHP pozwalający rozpocząć handel elektroniczny. CubeCart nie jest oprogramowaniem Open Source, ale cały kod jest dostępny bez kosztów i licencja pozwala na zmiany.
13 lipca 2007 roku firma Devellion ogłosiła, że przyłącza się do inicjatywy GoPHP5. Oznacza to, że wszystkie nowe wydania po 5 lutego 2008 roku będą wspierać tylko PHP w wersji 5.2 wzwyż.
Wersja 4.2.0 wydana 20 lutego 2008 roku jest pierwszą wersją śledzącą inicjatywę GoPHP5 i wymaga PHP w wersji 5.2.0 wzwyż.

## Cechy
CubeCart działa na szablonach, posiada własny silnik wyszukiwania, wspiera wiele walut oraz wspiera programy partnerskie.